# HFC Haarlem in het seizoen 1962/63
Het seizoen 1962/1963 was het negende jaar in het bestaan van de Haarlemse betaaldvoetbalclub Haarlem. De club kwam uit in de Tweede divisie B en eindigde daarin op de eerste plaats, dit betekende dat het team een promotiewedstrijd tegen de kampioen van de Tweede divisie A moest spelen. Deze ging over twee wedstrijden verloren tegen VSV. De daaropvolgende promotiecompetitie werd niet winnend afgesloten waardoor zij opnieuw uitkwamen in de Tweede divisie. Tevens deed de club mee aan het toernooi om de KNVB beker, hierin werd in de eerste ronde verloren van N.E.C. (2–1).

## Wedstrijdstatistieken

### Tweede divisie B
|       | Baronie | BVV   | D.F.C. | EDO   | 't Gooi | Helmondia '55 | Hermes DVS | Hilversum | HVC   | LONGA | NOAD  | PEC   | RCH   | SVV   | Wilhelmina | Xerxes |
| ----- | ------- | ----- | ------ | ----- | ------- | ------------- | ---------- | --------- | ----- | ----- | ----- | ----- | ----- | ----- | ---------- | ------ |
| Thuis | 1 – 1   | 0 – 0 | 2 – 3  | 5 – 1 | 2 – 0   | 3 – 2         | 1 – 1      | 1 – 2     | 2 – 2 | 4 – 1 | 2 – 1 | 2 – 0 | 0 – 2 | 1 – 1 | 6 – 0      | 5 – 2  |
| Uit   | 1 – 0   | 1 – 3 | 3 – 0  | 2 – 3 | 1 – 2   | 1 – 3         | 1 – 2      | 1 – 2     | 1 – 2 | 2 – 3 | 2 – 2 | 2 – 3 | 1 – 1 | 2 – 2 | 4 – 3      | 2 – 3  |

### Promotiewedstrijd
| Promotiewedstrijd                                                                                | Haarlem                                 | 2 – 2 (2 – 2, 0 – 1) Na verlenging | VSV                               |
| 19 juni 1963 Plaats: Heemstede Sportparklaan Toeschouwers: 18.000 Scheidsrechter: Piet Roomer    | Henk Angenent 10' Joop van Vegten 88'   |                                    | 65' Ted Immers 83' Ger Farenhorst |
| Promotiewedstrijd (replay)                                                                       | VSV                                     | 3 – 2 (0 – 2)                      | Haarlem                           |
| 23 juni 1963 Plaats: Heemstede Sportparklaan Toeschouwers: 21.000 Scheidsrechter: Lau van Ravens | Ted Immers 51', 62' Ferrie Dikstaal 75' |                                    | 10' Fred Jaski 30' Henk Angenent  |

### Promotiecompetitie
| Speelronde 1                                                                                    | Haarlem                                           | 3 – 0 (0 – 0) | AGOVV          |
| 26 juni 1963 Plaats: Haarlem Jan Gijzenkade Toeschouwers: 11.000 Scheidsrechter: Leo Horn       | Henk Angenent 57' Fred Jaski 83' Lout Vreeken 87' |               |                |
| Speelronde 2                                                                                    | HVC                                               | 2 – 1 (0 – 1) | Haarlem        |
| 30 juni 1963 Plaats: Amersfoort Birkhoven Toeschouwers: 9.000 Scheidsrechter: Henk van der Veer | Hans van Eeden 70' Bennie Marcus 71'              |               | 13' Fred Jaski |
| Speelronde 3                                                                                    | BVV                                               | 2 – 0 (2 – 0) | Haarlem        |
| 3 juli 1963 Plaats: Utrecht Galgenwaard Toeschouwers: 7.500 Scheidsrechter: Ad Boogaerts        | Jan Gösgens 42', 44'                              |               |                |

### KNVB Beker
| 1e ronde                                        | N.E.C.                                | 2 – 1 (0 – 0) | Haarlem       |
| 13 oktober 1962 Plaats: Nijmegen Goffertstadion | Pauke Meijers –' (pen.) Hans Verhagen |               | Henk Angenent |

## Statistieken Haarlem 1962/1963

### Eindstand Haarlem in de Nederlandse Tweede divisie B 1962 / 1963
| Stand | Gespeeld | Gewonnen | Gelijk | Verloren | Punten | Doelpunten voor | Doelpunten tegen |
| ----- | -------- | -------- | ------ | -------- | ------ | --------------- | ---------------- |
| 1e    | 32       | 18       | 8      | 6        | 44     | 71              | 46               |

### Topscorers
| #      | Naam            | Goal |
| ------ | --------------- | ---- |
| 1.     | Fred Jaski      | 25   |
| 2.     | Henk Angenent   | 19   |
| 3.     | Ruud Frie       | 7    |
| 3.     | Nico Jonker     | 7    |
| 5.     | Lout Vreeken    | 6    |
| 6.     | Nico Duyster    | 3    |
| 7.     | Otto Berendregt | 2    |
| 8.     | Veen            | 1    |
| 8.     | Joop van Vegten | 1    |
| Totaal | Totaal          | 71   |

| #      | Naam            | Goal |
| ------ | --------------- | ---- |
| 1.     | Henk Angenent   | 2    |
| 2.     | Fred Jaski      | 1    |
| 2.     | Joop van Vegten | 1    |
| Totaal | Totaal          | 4    |

| #      | Naam          | Goal |
| ------ | ------------- | ---- |
| 1.     | Fred Jaski    | 2    |
| 2.     | Henk Angenent | 1    |
| 2.     | Lout Vreeken  | 1    |
| Totaal | Totaal        | 4    |

| #      | Naam          | Goal |
| ------ | ------------- | ---- |
| 1.     | Henk Angenent | 1    |
| Totaal | Totaal        | 1    |